# Juan de Sevilla Romero

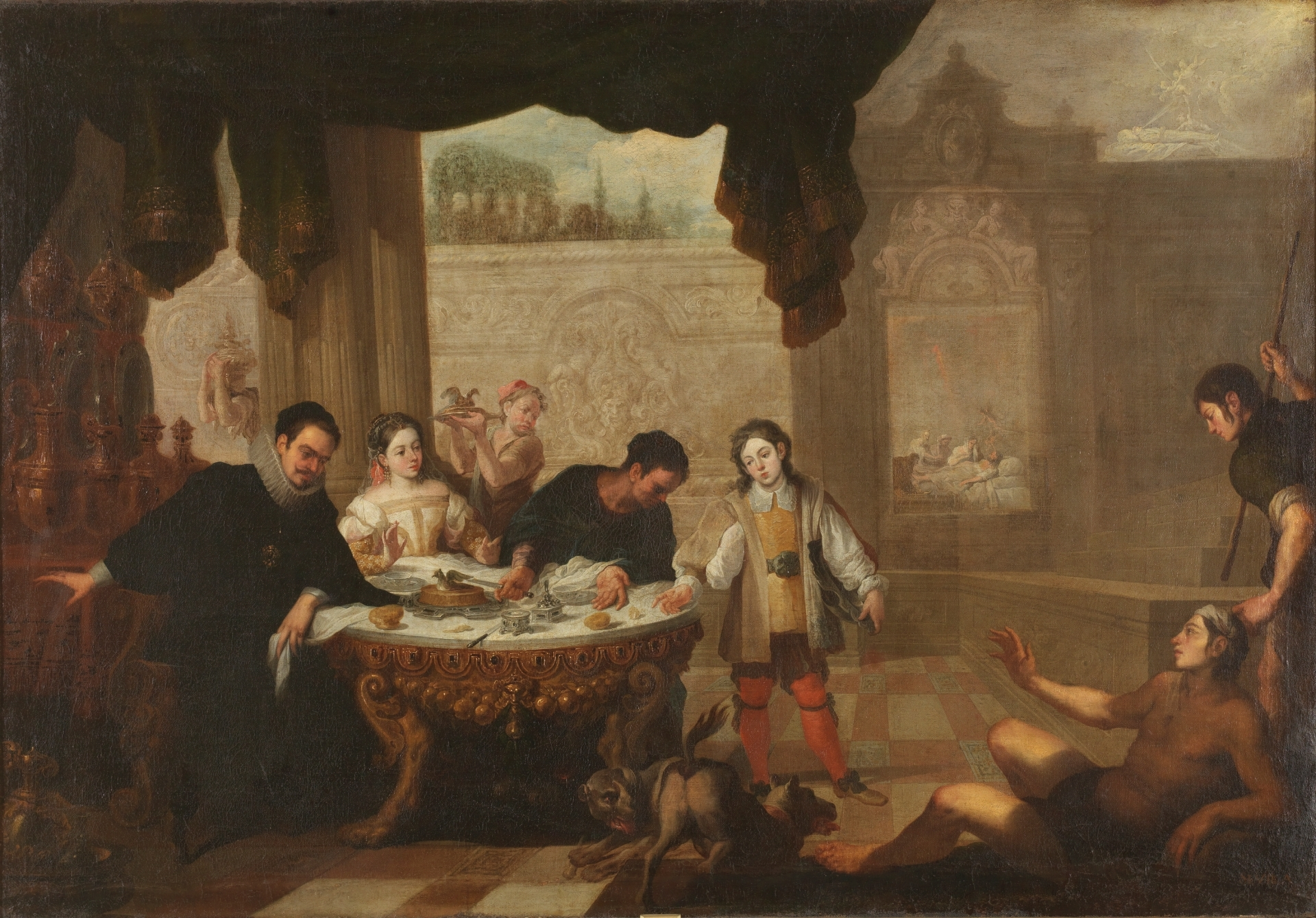
Parábola del rico Epulón y el pobre Lázaro, óleo sobre lienzo (110 x 160 cm.) Madrid, Museo del Prado.

Juan de Sevilla Romero y Escalante (Granada, 1643-Granada, 23 de agosto de 1695) fue un pintor barroco español, encuadrado en la escuela granadina de pintura como el más directo continuador de Alonso Cano, junto con Pedro Atanasio Bocanegra, con quien mantuvo una relación de rivalidad.

## Biografía y obra
Nacido en Granada, Juan de Sevilla inició su aprendizaje con Francisco Alonso Argüello, mediocre pintor, completándolo en el taller de Pedro de Moya, siguiendo, según Antonio Palomino, «la manera fresca, y avandicada de su maestro». Palomino añade que habiendo conseguido unos bocetos de fábulas de Rubens, que él llegó a ver, «donde había muchos desnudos», «se aplicó tanto a seguir aquel estilo, y buen gusto, que verdaderamente su manera de pintar parecía ser de la escuela de Rubens». 
Se dio a conocer muy pronto, en 1661, pintando con Miguel Jerónimo de Cieza y Ambrosio Martínez de Bustos las decoraciones del Corpus Christi en la plaza de Bibarrambla. No es probable en cambio que llegase a colaborar con Cano en la terminación de los grandes lienzos de la capilla mayor de la catedral de Granada, lo que sí pudo hacer Bocanegra, cinco años mayor. Fue éste, por tal motivo, quien a la muerte de Cano ocuparía de hecho la plaza de maestro mayor de obras de la catedral, nombramiento que se hizo oficial en 1674. Juan de Sevilla, no obstante, encontró partidarios en el cabildo, y entre 1674 y 1676 recibió diversos encargos presentados en forma de donaciones para justificar que no le hubiesen sido encargados a Bocanegra. A la cabeza de ellos se situó una Flagelación, con amplio fondo arquitectónico, pintada para uno de los altares de los laterales de la capilla mayor, y ocho lienzos para los balconcillos de la nave, con los santos doctores de la iglesia. 
Con un estilo más personal que el de Bocanegra, combinando las influencias canescas con las flamencas, y con un dibujo y sentido de la composición más sólidos, además de ese conjunto de obras realizó otras muchas pinturas para iglesias y conventos granadinos. Entre ellas, la serie de la Historia de San Juan de Dios para la hermandad del Refugio, en la que Alfonso E. Pérez Sánchez advierte también el conocimiento de la obra de Murillo, capilla de la Compañía y conventos de San Agustín, Capuchinas y de San Francisco. Su habilidad se extendió también a la utilización de estampas ajenas, tanto flamencas como italianas, y a la creación de escenas en complejos escenarios arquitectónicos, en ocasiones traspuestos de estampas y muy modificados, como hará en los Discípulos de Emaús del convento de San Antón o en los dos lienzos conservados en el Museo del Prado, la Parábola del rico Epulón y el pobre Lázaro y la Presentación de la Virgen en el templo, esta creída durante mucho tiempo obra de Juan de Valdés Leal.

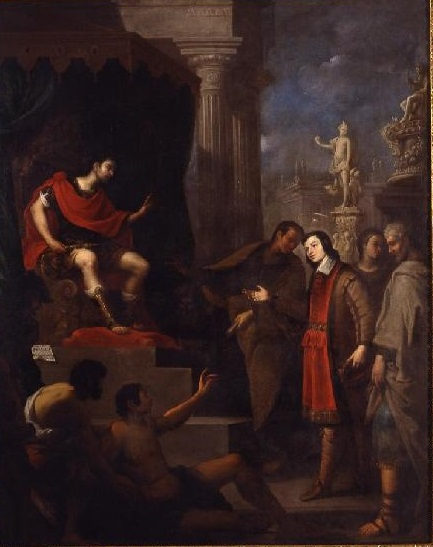
San Pantaleón ante el emperador Maximiliano cura a un enfermo, óleo sobre lienzo (224 x 184 cm.). Museo de Bellas Artes de Granada.

En el Triunfo de la Eucaristía, gran lienzo de altar pintado en 1685 para las Agustinas de Granada (in situ), dejó una de sus obras maestras, con su dominio del escorzo, en una composición de tipo apoteósico propia del mejor barroco decorativo y triunfal de finales de siglo. También el óleo de San Pantaleón ante el emperador Maximiliano curando a un enfermo, del Museo de Bellas Artes de Granada, procedente del retablo mayor del Oratorio de San Felipe Neri, ha sido alabado como una de las mejores obras del pintor, y es sin duda obra muy característica de su modo de hacer. En este caso, la estampa en la que se basa para la composición general es un grabado de Giulio Bonasone, José ante el Faraón, transformado y adaptado para servir a una nueva iconografía, al mismo tiempo que podría haberse servido de uno de aquellos bocetos de Rubens para la estatua de Venus y Cupido que aparece al fondo, como símbolo del paganismo.
Palomino dice que era hombre rígido y de fuerte natural, y que tuvo pocos discípulos, añadiendo que ninguno en su casa, porque era muy celoso, lo que podría deberse a la diferencia de edad con su esposa, Teresa de Rueda, con la que casó con cuarenta y seis años, tras enviudar, teniendo ella dieciséis. Murió, según Palomino, en Granada, el 23 de agosto de 1695, y fue enterrado en la parroquial de San Miguel.